# ファミマクレジット
ファミマクレジット株式会社(英字商号:Famima Credit Corporation)は、かつて日本国内でクレジットカード事業を行っていた株式会社である。

## 沿革
- 2001年11月22日 - 伊藤忠商事、ファミリーマート、ジェーシービーなどの出資により、コンビニ業界としては初のクレジットカード事業準備会社「アイエフジェイカード企画株式会社」を設立。
- 2002年
  - 3月1日 - ファミマクレジット株式会社に社名変更。
  - 5月7日 - 「ユピカード」の募集開始。
  - 5月22日 - 「ユピカード」のサービス開始。ファミリーマート店頭は東京23区内の直営店舗より取り扱いを開始し、同年10月までに全国展開。
- 2004年
  - 2月 - ポケットカード株式会社と資本・業務提携。
  - 9月7日 - 「ファミマカード」の募集開始。
  - 10月19日 - 「ファミマカード」のサービス開始。「ユピカード」会員にも同じサービスを提供し、カード更新時に順次「ファミマカード」に切替。
- 2007年11月20日 - 「ファミマカード」に替わる「ファミマTカード」のサービス開始。従来の「ユピカード」および「ファミマカード」会員は「ファミマTカード」への切替申込をしなかった場合、2008年10月31日をもって全てのサービスが利用出来なくなった。
- 2008年
  - 4月1日 - 「TSUTAYA Wカード（ファミマクレジット）」の募集開始。
  - 9月30日 - 携帯電話にファミマTカード機能がプラスするサービスが募集開始。
- 2011年3月31日 - 株式交換により、ポケットカードの完全子会社となる。
- 2012年9月15日 - 親会社であるポケットカードに吸収合併され消滅[1]。

## クレジットカード
ファミマカード（現在廃止）
JCBブランドのクレジットカード・ポイント機能付きと、17歳以下向けのポイント機能のみの2種類のカードが発行され、火曜・土曜は『カードの日』として、獲得できるポイントが増える。
会員限定の特定商品割引やチケット先行予約なども行われている。
ファミマTカード(現在廃止→ポケットカードより新カード発行)
2007年11月より募集が開始されたクレジットカードでポイントサービスが独自のものからティーポイントに変更された。:ユピカードの時と異なり切り替えは利用者自身で行わなければならず、切り替えの行わないファミマカード及びユピカードは有効期限に関わらず2008年10月31日をもって利用不可能となった。
ポケットカードとの合併に伴い、ファミマTカード(ファミマクレジット発行)は廃止となり、そのサービス等を請け負う形でポケットカードが新カードの発行を2012年9月15日よりおこなっている。
新カードは、デザイン、キャシング金利、遅延損害金、口座引落の契約者で引落不可能時の再引き落としなどが行われる。
旧カードは引き続き使える。カード更新時に、新カードに変わる。ファミマクレジット契約者は、保証会社のポケットカードの廃止がある。
新カードも今まで同様に、ファミリーマート内に設置されているファミポートでの返済を可能としている。
支払い日や弁済金の順位変更、支払いにの変更などもある。
また、ファミマクレジットのネット会員システムのログイン方法は、16桁のT会員番号と暗証番号であったが、ポケットカードになりシステム変更に伴い、任意のIDとパスワードの設定が必要になった。
旧会員はT会員番号と暗証番号を用いることによって、設定が可能である。新カードは、カード発行台帳にIDと仮パスワードの記載がある。
IDとパスワードはwebで変更可能である。
ファミマTカードiD
2008年9月には資本提携を行っているNTTドコモのおサイフケータイポストペイドサービスであるiDが利用できるようになった。ファミマTカードiDを利用するためには、クレジット決済付のファミマTカードが必要になる。ファミリーマートにてファミマTカードiDで決済すると、ファミマTカードを提示しなくてもファミマTカードの特典を受けられるほか、Tポイントも付与される。ファミリーマートは2006年4月よりiDの利用ができるようになっている。
ユピカード（現在廃止）
ファミマカード以前に発行されていた主力カード。その後ファミマカードとしてリニューアルされ、順次ユピカードから切替が行われた。
TSUTAYA Wカード（ファミマクレジット）
アプラスが発行していたTSUTAYA Wカード（アプラス）とサービスはほぼ同じだが支払い方法はリボルビング払いが基本となる点が異なる。

## 加盟する信用情報機関
クレジットカードなどの信用審査を行う為に以下の信用情報機関に加盟する。
- 株式会社シー・アイ・シー(CIC)

## ポケットカードとの関係について
プロセシング・信用保証などの業務については、2004年に資本・業務提携を結んだポケットカード株式会社に委託されている。これは、旧マイカルとのグループ関係解消に伴い、新たな提携先のひとつとなった伊藤忠商事グループとの連携強化を目指すポケットカード側と、クレジットカード会社としては後発なため早期に運営体制を構築したいファミマクレジット側の意向によるものとされる。その後の2011年2月、将来的な合併の可能性も視野に、ポケットカードがファミマクレジットを完全子会社化することが発表された。
2012年4月12日の取締役会をもって、親会社であるポケットカードとの吸収合併が正式に表明された。
ファミマクレジット株式会社は2012年9月15日をもって、吸収合併消滅会社となり、親会社であるポケットカードに吸収される。
それに伴い、ファミマTカード会員に対し、ダイレクトメールを送付し始めている。
特に、キャッシング利用者やショッピング利用の頻度が高い方には、5月18日に順次送付を始めており、吸収合併後の信用保証の廃止、会員規約の変更、ファミポート・口座振替日での支払日変更、利息や遅延損害金・口座振替再引落とし実施等の見直しが行われている。

## 関連企業
- ファミリーマート
- 伊藤忠商事
- ポケットカード
- 三井住友銀行